# 哥倫比亞山脈 (南極洲)
70°14′S 63°51′W / 70.233°S 63.850°W
哥倫比亞山脈（英語：Columbia Mountains）是南極洲的山脈，位於帕爾默地，處於伊特尼蒂山脈東南面30公里的戴耶高原東側，在1974年由美國地質調查局繪入地圖，現時由南極條約體系管理。